# Torre de Son Durí
La torre de Son Durí o atalaya de La Rápita es una antigua torre de defensa de las muchas que rodean la isla de Mallorca, en España, usada durante la Edad Moderna como defensa ante los ataques piratas que azotaban a menudo la costa mallorquina.
Se encuentra situada en la costa del municipio de Campos, justo a la entrada del núcleo de La Rápita. La Universidad de Campos tuvo destinados, en algunas épocas, dos torreros encargados de hacer las tareas de mantenimiento y vigilancia. Situados en lo alto de la torre, los torreros vigilaban la aproximación de barcos piratas. Al divisarlos, encendían fuego arriba de la torre, que se entendía como señal de peligro para la población. Su uso declinó al desvanecerse la piratería del Mediterráneo. En el siglo XX, la torre fue restaurada y actualmente se conserva en buen estado.
Con la construcción, a finales del siglo XX, del Club Náutico La Rápita, la torre dejó de estar situada en primera línea de mar. Aún más recientemente, se ha construido una urbanización que ha desdibujado completamente su perfil hasta ocultarla de la vista.